# Komarów-Osada
Komarów-Osada è un comune rurale polacco del distretto di Zamość, nel voivodato di Lublino.
Ricopre una superficie di 122,79 km² e nel 2004 contava 5 602 abitanti.